# Fracture en bois vert

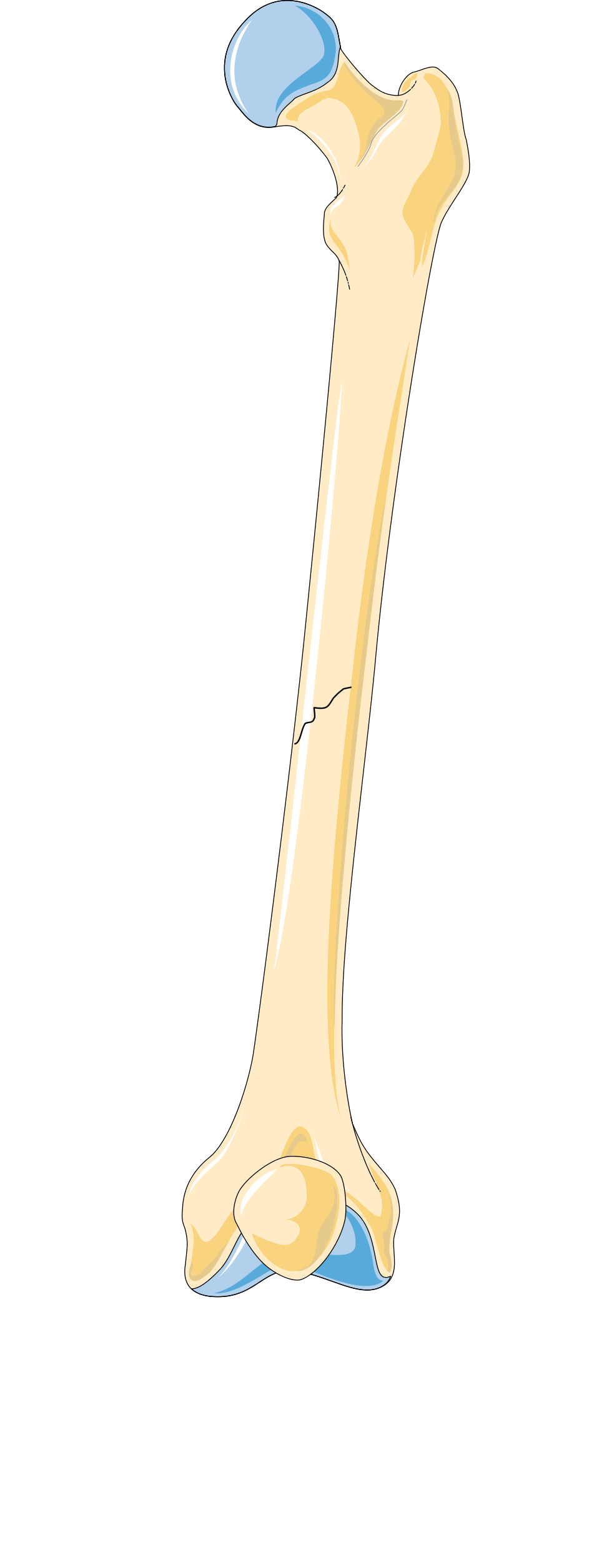
fracture en bois vert du fémur

Une fracture en bois vert est un type de fracture osseuse fréquent chez l'enfant. C'est une fracture située au niveau de la diaphyse de l'os due à une contrainte en hyperflexion. Il s'agit d'une fracture d'une seule corticale avec une rupture du périoste en regard, tandis que le périoste et la corticale du côté de la concavité sont intacts.
C'est une fracture stable grâce à la persistance de la charnière périostée, avec néanmoins un risque de déplacement secondaire. C'est une fracture de bon pronostic.
Le traitement est orthopédique en première intention. La réduction doit être satisfaisante, suivie systématiquement d'une immobilisation par plâtre.

## Origine de la dénomination
Chez l'enfant, l'os ne s'apparente pas à une pièce de verre ou une pièce de céramique comme chez l'adulte. L'os est plutôt mou et il se casse comme une branche de bois vert. Plier une branche de bois vert ne va pas la casser, mais va plutôt la plier avec des déchirures de certaines fibres, tout en restant en continuité. On parle dans ce cas de fracture en bois vert.

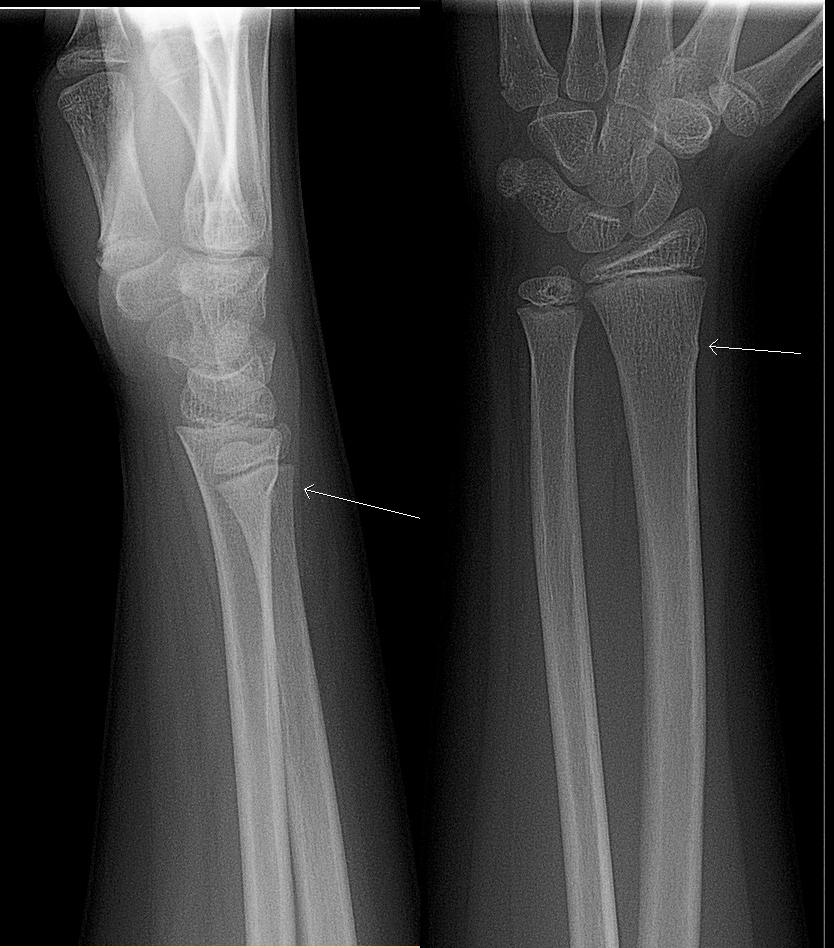
Fracture en bois vert de l'extrémité inférieure du Radius